# Camminando sull'acqua
Camminando sull'acqua è un film di Eytan Fox del 2004 (titolo originale in ebraico: ללכת על המים Lalekhet Al HaMayim).

## Trama
Eyal, israeliano agente del Mossad, viene incaricato di scovare un vecchio nazista per poi ucciderlo prima di Dio, ossia prima che muoia di morte naturale, cosa non impossibile vista la sua età. Eyal viene dunque incaricato di accompagnare, durante la sua vacanza in Israele, il nipote di questo vecchio nazista, Axel, giunto in Israele per far visita alla sorella. Axel è però convinto che suo nonno sia morto, quindi Eyal non riesce ad ottenere informazioni utili da lui. Alcune registrazioni riveleranno però che il vecchio nazista è ancora vivo.
Eyal organizza così un viaggio a Berlino, dove vive Axel. Durante il suo viaggio a Berlino, Eyal, scopre tra l'altro che Axel è gay e frequenta con lui alcuni locali omosessuali tedeschi senza, però, concretizzare mai un rapporto vero e proprio. Fra i due uomini nascono dialoghi molto intimi sulla sessualità e sull'esplorazione del sesso tra uomini. Quando Eyal si troverà di fronte al vecchio uomo non riuscirà ad ucciderlo. Sarà Axel ad uccidere il nonno: stufo di sentirsi colpevole a causa sua dei misfatti della Germania nella seconda guerra mondiale. In ciò, probabilmente, gioca un ruolo fondamentale il suo essere omosessuale, considerato che sia gli ebrei sia gli omosessuali sono stati vittime innocenti dell'Olocausto. Eyal torna in Israele dove ha un figlio da Pia, la sorella di Axel, ciò fa sì che Axel si trasformi nello zio amorevole di questo neonato.
Il film si conclude con una e-mail che Eyal scrive ad Axel per invitarlo in Israele: questo scritto è pieno di poesia, di amore, di libertà e appare quasi l'emblema di quella storia d'amore che poteva nascere tra i due uomini, forse frenata dagli eventi e dalla paura di gestire un rapporto troppo anticonformista e fuori dagli schemi. Il film termina con un'immagine in cui Axel ed Eyal, quasi mano nella mano, camminano sull'acqua come due anime che si amano e si rispettano a vicenda.

## Altre informazioni
Durante un viaggio in auto con Eyal, Axel ascolta in autoradio Non ho l'età (Per amarti), scelta sorprendente se si considera che il film è ambientato negli stessi anni in cui è stato girato. La scelta è senz'altro spiegata dai legami che Axel ha stretto con l'Italia e gli Italiani.

## Titolo
Il film deve il suo titolo ad una scena girata nei pressi del lago di Tiberiade dove Axel è voluto andare per rivivere una parte della storia di Gesù. Lì prova a camminare sull'acqua e riesce nel suo tentativo solo mettendo i piedi su un grosso ramo d'albero affiorante.

## Slogan promozionali
- «He was trained to hate until he met the enemy»
- «Only the past is impossible to change»
- «Il desiderio, assoluto e indispensabile, di un mondo più pulito.»